# السياحة الجيولوجية في سلطنة عمان
تعتبر السياحة الجيولوجية أحد أهم روافد القطاع السياحي ب سلطنة عمان ذلك نظرا لما تتمتع به السلطنة من طبيعة جيولوجية مميزة بحكم موقعها الجغرافي، فالجبال والعيون والكهوف والتشكيلات الصخرية رسمت سيمفونية جيولوجية بالسلطنة فريدة من نوعها على مستوى العالم، تحظى الطبيعة العُمانية بتنوع جيولوجي يجعل منها قِبلة سياحية ملهمة بما تتمتع بها من تباين واختلاف في التضاريس والمناخات و عوامل الطبيعية.

## مفهوم الجيولوجيا
تعتبر السياحة الجيولوجية أحد أهم روافد القطاع السياحي ب سلطنة عمان ذلك نظرا لما تتمتع به السلطنة من طبيعة جيولوجية مميزة بحكم موقعها الجغرافي، فالجبال والعيون والكهوف والتشكيلات الصخرية رسمت سيمفونية جيولوجية بالسلطنة فريدة من نوعها على مستوى العالم، تحظى الطبيعة العُمانية بتنوع جيولوجي يجعل منها قِبلة سياحية ملهمة بما تتمتع بها من تباين واختلاف في التضاريس والمناخات و عوامل الطبيعية.

### أمثلة على بعض الاودية و العيون الجيولوجية في عمان
- وادي الابيض (الدقم)
- •وادي غول
- •وادي بني عوف
- •وادي السحتن
- •وادي مستل

### أمثلة على بعض الرمال و الصحاري الجيولوجية
- قارة االكبريت
  - رمال الشرقية
  - • حديقة الصخور (الدقم)
  - •الخلوف(الكثبان البيضاء)
  - •الربع الخالي

### أمثلة على بعض البحيرات و الجزر و الاخوار الجيولوجية
- البحيرات الوردية (الكحل)
  - رمال الشرقية
  - • حديقة الصخور (الدقم)
  - •الخلوف(الكثبان البيضاء)
  - •الربع الخالي
  - •قارة الكبريت

### أمثلة على بعض الجبال و الكهوف الجيولوجية
- جبل مشط
  - • كهف مجلس الجن
  - •اوفيوليت البستان
  - •اوفيوليت مطرح
  - •كهف الهوتة